# کوسوا انکارسوارد
کوسوا انکارسوارد (انگلیسی: Cossva Anckarsvärd; ۱۷ اوت ۱۸۶۵ – ۲۵ سپتامبر ۱۹۵۳) دیپلمات اهل سوئد بود. او پسر الن انکارسوارد یک فعال حقوق زنان بود.